# Karsten Baumann
Karsten Baumann (Oldenburg, 14 ottobre 1969) è un allenatore di calcio ed ex calciatore tedesco, di ruolo difensore.

## Palmarès

### Allenatore

#### Competizioni nazionali
- 3. Liga: 1

Osnabrück: 2009-2010